# Zaya
Die Zaya ist ein rechter Nebenfluss der March in der niederösterreichischen Region Weinviertel. 

## Name
Der Name ist germanischen Ursprungs und setzt sich aus *sauj- („feucht“) und *ahwo („Gewässer“) zusammen und bedeutet wahrscheinlich „die Wasserreiche“. Als „Zaiove“ wurde das Gewässer erstmals 1045 urkundlich erwähnt.

## Geographie

### Verlauf
Die Zaya entspringt südlich der Ortschaft Klement in den Leiser Bergen, fließt hauptsächlich in West-Ost-Richtung durch die Gemeinden Ernstbrunn, Gnadendorf, Asparn an der Zaya, Mistelbach an der Zaya,  Wilfersdorf,  Hauskirchen,  Neusiedl an der Zaya,  Dobermannsdorf,  Ringelsdorf und mündet bei Drösing von rechts in die March. Sie ist 58 km lang und mündet 230 Höhenmeter unterhalb ihres Ursprungs. Zwischen Asparn und Dobermannsdorf verläuft die für den Personenverkehr mittlerweile eingestellte Strecke der Lokalbahn Korneuburg–Hohenau parallel zum Fluss.

### Nebenflüsse
Die wichtigsten Nebenflüsse der Zaya sind:
| Name              | Mündungsseite | Mündungsort     | Einzugsgebiet in km² |
| ----------------- | ------------- | --------------- | -------------------- |
| Brandbach         | links         | Zwentendorf     | 011,4                |
| Taschlbach        | rechts        | Mistelbach      | 108,1                |
| Mistelbach        | links         | Mistelbach      | 040,8                |
| Eibesbach         | links         | vor Wilfersdorf | 017,4                |
| Kettlasbach       | rechts        | Hobersdorf      | 036,8                |
| Scherrunsengraben | links         | Bullendorf      | 012,9                |
| Seiherbach        | rechts        | Ebersdorf       | 016,0                |
| Poybach           | links         | Rannersdorf     | 085,8                |
| Eichhorner Bach   | rechts        | Ringelsdorf     | 086,5                |

## Geschichte
Früher mäandrierte die Zaya in der Niederung des unteren Zayatals und war von ausgedehnten Feuchtgebieten und Auwäldern umgeben. Bis in die Frühe Neuzeit wurde die Wasserkraft ausgiebig durch Mühlen genützt. An der Zaya befanden sich einst fast 50 davon, im Schnitt alle 1,2 Kilometer eine. Ab dem Ende des 18. Jahrhunderts wurde damit begonnen das Gewässer zu begradigen und abzusenken. Der Fluss wurde zu einem Abzugsgraben degradiert, dessen Aufgabe es ist, das Wasser möglichst schnell abzuleiten. Dies sollte einerseits die Siedlungen gegen Hochwässer schützen und vor allem eine intensivere landwirtschaftliche Nutzung des Flussumlands ermöglichen. Da Feuchtgebiete und Nebengewässer bei Hochwässern als Vorfluter dienen und die Hochwasserspitze in den gewässerabwärts gelegenen Orten dämpfen, wurde durch die Maßnahmen die Hochwassergefahr vielerorts im Gegenteil verschärft. Außerdem wurden wertvolle Lebensräume für inzwischen selten gewordene Tier- und Pflanzenarten zerstört und die Biodiversität reduziert. Die Zayawiesen in Mistelbach sind heute der bedeutendste Rest der einstigen Feuchtbiotope der Zaya.

## Bilder

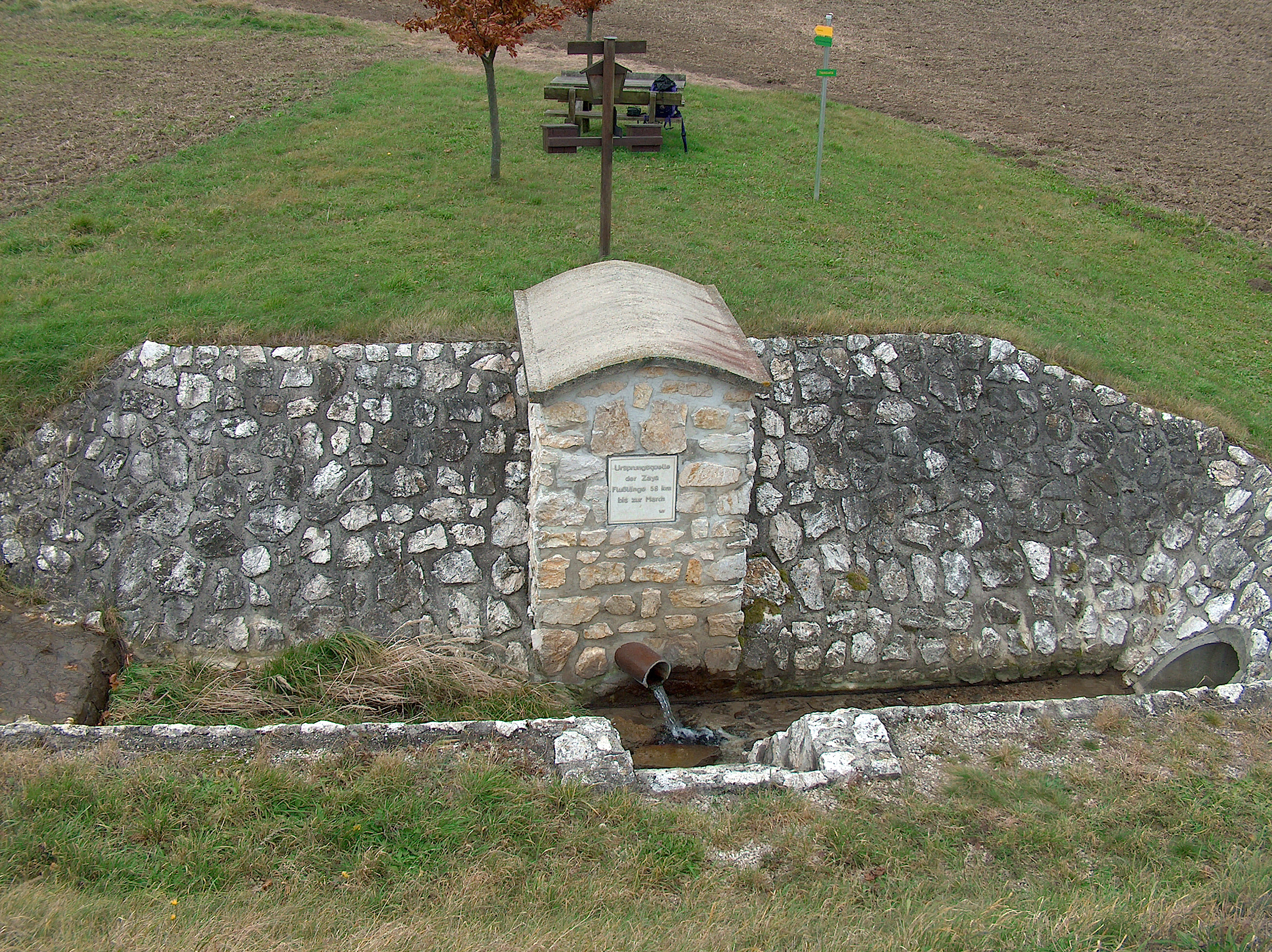
Zayaquelle bei Klement
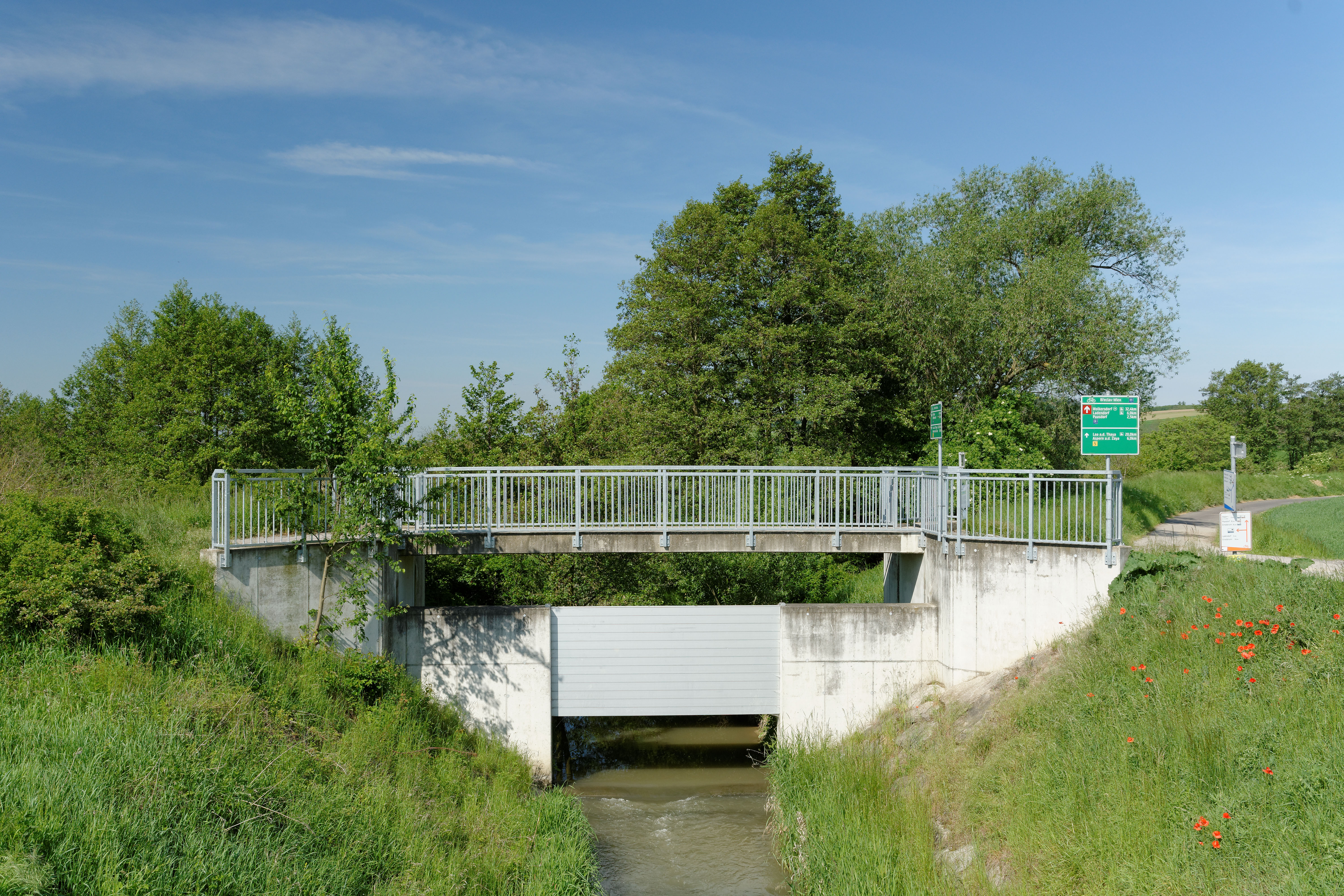
Durchflussbegrenzer bei Mistelbach
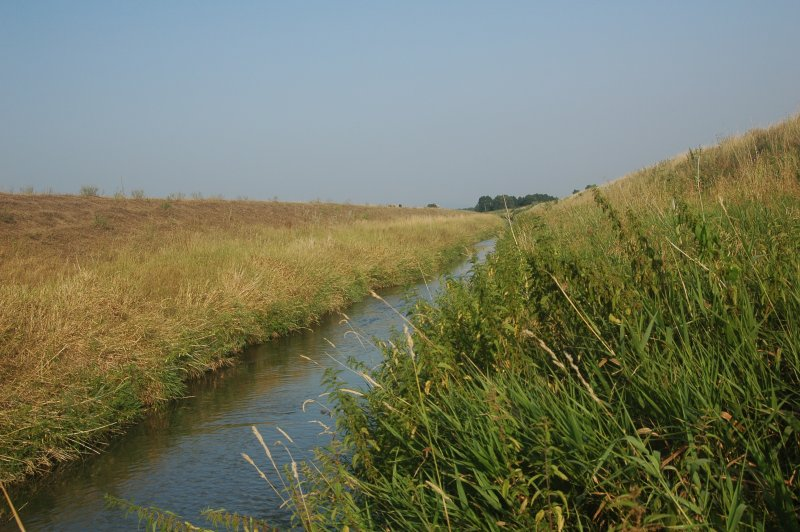
Zaya zwischen Hohenau an der March und Waltersdorf
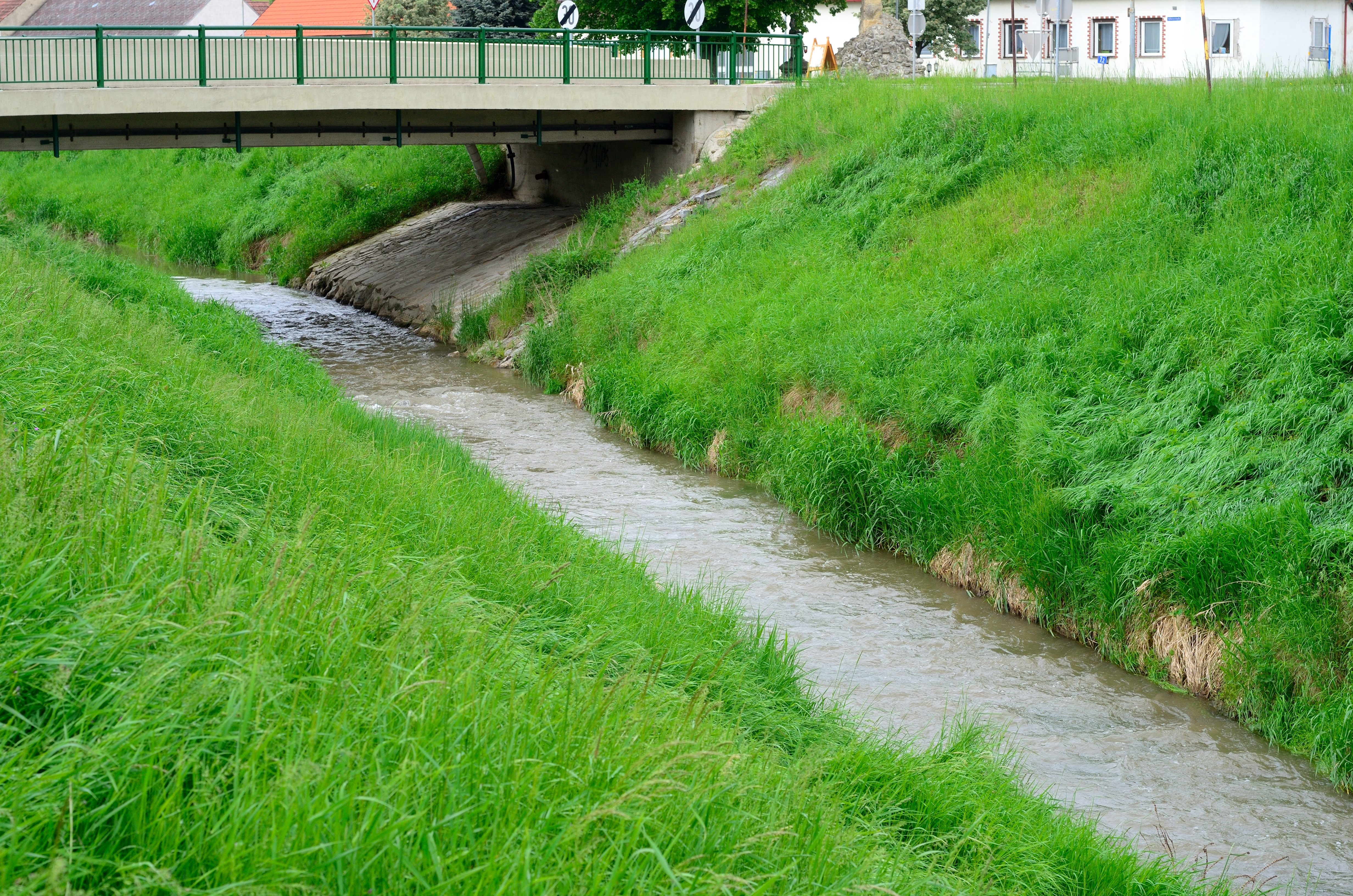
Zayabrücke in Hauskirchen